# Kirchtannensiedlung
Kirchtannensiedlung bezeichnet einen statistischen Bezirk in Darmstadt-Eberstadt. Der Bezirk wurde zwischen 1946 und 1958 errichtet.

## Infrastruktur und Sehenswürdigkeiten
- Ehemalige Provinzialpflegeanstalt
- Evangelische Kirchengemeinde Darmstadt-Eberstadt-Süd
- Klinikum Darmstadt, Campus Eberstadt
- Ludwig-Schwamb-Schule
- Mühltalschule
- Wilhelm-Hauff-Schule